# Phisis minor
Phisis minor är en insektsart som beskrevs av Kevan, D.K.M. 1992. Phisis minor ingår i släktet Phisis och familjen vårtbitare. Inga underarter finns listade i Catalogue of Life.